# 中國文化史 (柳詒徵)
《中國文化史》，是一本關於中國文化發展歷史的著作，作者為柳詒徵，成書于1919年。

## 作者
柳詒徵是中國近現代史學的先驅。胡煥庸曾評價，《中國文化史》和另一部“命世奇作”《國史要義》兩大巨著，奠定了柳詒徵在中國史學史上劃時代的地位。

## 成書過程
近代以來，由於中國的弱勢和戰敗于列強造成的文化主權的部分喪失以及對自信心的打擊，崇洋媚外之風漸起，對中國的盲目否定造成人們不能認識真實的中國歷史文化及其價值。當時西方尚沉浸於“歐洲中心論”，西方文化思想良莠不齊，以至中國文化西來說、中國人種西來說、白種人腦高等而黃種中國人低等說等等，都曾盛行一時。
柳詒徵主張對“中國歷史之真相及其文化之得失，首宜虛心探索”，不能以偏概全，應當理性思考。他並潛心研究中國文化，1919年在南京高師（1928年改爲國立中央大學）開課講授“中國文化史”，“讓學生看到中國文化的全貌和真象，也讓青年們自己理解中國文化是否真的一文不值”。自1925年起，《中國文化史》講稿在《學衡》雜誌上逐期發表。1926年，《學衡》結集印出了合訂本。1928年，中央大學再次排印。1932年，南京鍾山書局正式印行。此後，不斷翻印，流傳甚廣，影響深遠。

## 影響及評價
「《中國文化史》以六藝諸史為經，而緯以百家；舉凡典章、政治、教育、文藝、社會、風俗，以至經濟生活、物產建築、圖畫雕刻之類，皆就民族全體之精神所表現者，廣搜列舉，以求人類演進之通則，以明吾民獨造之真際。體例雖近史著，而性質則與昆山顧亭林《日知錄》之中篇〈治道〉，陽湖趙翼《廿二史劄記》之第四類〈綜論歷代史跡〉相近；其議論亦在二氏之間，涵蘊富而義類宏，近百年來所未有之大著作也。」－繆鳳林